# Irina Tarasova
Irina Ivanovna Tarasova (en russe : Ирина Ивановна Тарасова), née le 15 avril 1987, est une athlète russe spécialiste du lancer du poids. 

## Palmarès
| Date | Compétition                          | Lieu                  | Résultat | Marque  |
| ---- | ------------------------------------ | --------------------- | -------- | ------- |
| 2005 | Championnats d'Europe juniors        | Kaunas                | 2e       | 16,53 m |
| 2006 | Championnats du monde juniors        | Pékin                 | 3e       | 17,11 m |
| 2007 | Championnats d'Europe espoirs        | Debrecen              | 1re      | 18,26 m |
| 2007 | Universiade                          | Bangkok               | 1re      | 17,46 m |
| 2009 | Championnats d'Europe espoirs        | Kaunas                | 2e       | 17,90 m |
| 2011 | Championnats d'Europe en salle       | Paris                 | 8e       | 17,17 m |
| 2011 | Universiade                          | Shenzhen              | 1re      | 18,02 m |
| 2012 | Championnats du monde en salle       | Istanbul              | 7e       | 18,54 m |
| 2012 | Championnats d'Europe                | Helsinki              | 2e       | 18,91 m |
| 2012 | Jeux olympiques                      | Londres               | 7e       | 19,00 m |
| 2013 | Championnats d'Europe en salle       | Göteborg              | 5e       | 18,31 m |
| 2013 | Coupe d'Europe hivernale des lancers | Castellón de la Plana | 3e       | 17,98 m |
| 2013 | Universiade                          | Kazan                 | 1re      | 18,75 m |
| 2014 | Championnats d'Europe par équipes    | Brunswick             | 2e       | 18,36 m |
| 2014 | Championnats d'Europe                | Zurich                | 6e       | 18,05 m |
| 2015 | Championnats d'Europe par équipes    | Tcheboksary           | 2e       | 18,51 m |
| 2015 | Jeux mondiaux militaires             | Mungyeong             | 2e       | 17,90 m |

## Records
| Épreuve         | Épreuve      | Performance | Lieu      | Date            |
| --------------- | ------------ | ----------- | --------- | --------------- |
| Lancer du poids | En plein air | 19,35 m     | Sotchi    | 27 mai 2012     |
| Lancer du poids | En salle     | 18,76 m     | Volgograd | 21 janvier 2012 |